# 日高広為
日高 広為（日高 廣爲、ひだか ひろため、1919年（大正8年）7月1日 - 1991年（平成3年）1月1日）は、昭和期の農業指導者、実業家、政治家。参議院議員（1期）。

## 経歴
鹿児島県姶良郡、のちの国分市（現霧島市）出身。鹿児島高等商業学校（現鹿児島国際大学）を経て、1942年（昭和17年）早稲田大学商業部を卒業した。
1942年（昭和17年）満州電気化学に入社。召集され陸軍に入隊し、大刀洗陸軍飛行学校教官、少年飛行兵区隊長などを務めて終戦を迎えた。
戦後、1946年（昭和21年）霧島村農業会経済部長に就任。青年運動に取り組んだ。姶良郡たばこ耕作連合会長、鹿児島県議会議員（4期）、同副議長（3期）、自由民主党鹿児島県連政調会長（5期）などを務めた。
1962年（昭和37年）7月の第6回参議院議員通常選挙で全国区から自民党公認で出馬し、たばこ耕作者組織の支援を受けて当選し、参議院議員に1期在任した。この間、第2次佐藤第1次改造内閣農林政務次官などを務めた。1968年（昭和43年）7月の第8回通常選挙に全国区から立候補したが落選した。
その他、全国たばこ耕作者政治連盟幹事長、鹿児島県たばこ耕作組合連合会長、東襲山農業協同組合長、三州産業社長、鹿児島県たばこ住宅社長、国分澱粉社長などを務めた。
1989年（平成元年）秋の叙勲で勲三等旭日中綬章受章。
1991年（平成3年）1月1日死去、71歳。死没日をもって正八位から正五位に叙される。